# II. Cleph longobárd király
II. Cleph, más írásmóddal Klef (? – 574) longobárd király 572-től haláláig.
Alboin utódjává a Paviában egybegyűlt longobárdok a derék Clephet választották meg. De nem telt bele másfél év s a longobárd királyi trónt Alboin halála után új orgyilkosság mocskolta be: Cleph is egyik szolgájának tőre alatt vérzett el.

## Eredeti források
- Pauli Historia Langobardorum
- Origo Gentis Langobardorum
- Marii Episcopi Aventicensis Chronica
- Fredegar